# Ultima online
Ultima Online (UO) er et grafisk MMORPG, udgivet den 24. september 1997 af Origin Systems. Det var medvirkende til udviklingen af genren, og kører stadig i dag. Ultima Online er af mange betegnet som det første MMO. Spillet spilles online, i en fantasy 'setting' der ligner de andre Ultima spil fra Ultima serien.
Succesen med Ultima Online åbnede døren til oprettelse af mange nye MassiveMultiplayerOnline (MMO) spil. Ultima Online er et fantasy rollespil spil i Ultima universet. Det kræver en online-forbindelse og spilles af tusindvis af samtidige brugere, der alle betaler et månedligt abonnement gebyr. Spillet indeholder forskellige spilservere, også kendt som shards. Det er kendt for sit omfattende player versus player kampsystem. For at opretholde orden i online community'et, er der spil Masters som løse tvister spillerne imellem og retter fejl i spillet.
Siden dets udgivelse, har det tilføjet otte udvidelsespakker, en booster pack, og snesevis af gratis indhold opdateringer. Frigivelsen af Ultima Online: Kingdom Reborn i 2007 bragte en ny spilmotor med en nyere visuel oplevelse.
Ultima Online var "Det første MMORPG at nå 100.000 abonnent base, der langt overstiger det, som ethvert spil havde før det." Abonnentnumrene toppede på omkring 250.000 i juli 2003, og i 2008 lå UO på omkring 100.000 abonnenter. I april 2008 holdt Ultima Online en markedsandel på under 0,6% af massivt multiplayer online spil abonnementer. 
Det blev annonceret den 06 Februar de 2014, at udviklingen af spillet vil blive overført fra Mythic til det nyligt lavet studie (Broadsword), som vil overtage al fremtidig udvikling af spillet.